# Liste von Eisbärenbrunnen
In dieser Liste sind Eisbärenbrunnen aufgeführt, also Brunnen im öffentlichen Raum, die Eisbären zum Thema haben.

## Deutschland
| Bezeichnung              | Bild           | Standort                                                     | Bundesland | Künstler        | Errichtung Einweihung | Weitere Informationen |
| ------------------------ | -------------- | ------------------------------------------------------------ | ---------- | --------------- | --------------------- | --------------------- |
| Eisbärenbrunnen (Berlin) | weitere Bilder | Berlin, Berlin-Tiergarten, Zoologischer Garten Berlin (Lage) | Berlin     | Hansjörg Wagner | 1986                  |                       |

## Weitere
| Bezeichnung                | Bild           | Standort                                          | Staat              | Künstler    | Errichtung Einweihung | Weitere Informationen                                                          |
| -------------------------- | -------------- | ------------------------------------------------- | ------------------ | ----------- | --------------------- | ------------------------------------------------------------------------------ |
| Eisbärenbrunnen (Den Haag) | weitere Bilder | Den Haag, im Innenhof des Friedenspalastes (Lage) | Niederlande        |             |                       | siehe auch The Polar Bear Fountain auf vredespaleis.nl                         |
| Eisbärenbrunnen (Dieren)   | weitere Bilder | Dieren, Callunaplein (Lage)                       | Niederlande        | Maïté Duval | 1986                  |                                                                                |
| Eisbär                     |                | Innsbruck, Schwimmbad Tivoli (Lage)               | Österreich         | Franz Roilo | 1960/61               | Brunnenskulptur aus Trientiener Marmor                                         |
| Eisbärenbrunnen (Toledo)   |                | Toledo (Ohio), im Toledo Zoo (Lage)               | Vereinigte Staaten |             |                       | Siehe auch Polar Bear Fountain at The Toledo Zoo - Toledo, Ohio auf flickr.com |
| Eisbärenbrunnen (Warschau) | weitere Bilder | Warschau, Warschauer Zoo (Lage)                   | Polen              |             |                       |                                                                                |